# Motel (Warnow)
Die Motel ist ein etwa 11 Kilometer langer, linker Nebenfluss der Warnow im Landkreis Ludwigslust-Parchim im Westen Mecklenburg-Vorpommerns.
Der Flusslauf hat seinen Ursprung südlich des Stettiner Sees in einer feuchten Senke, die etwa 32 m ü. NHN liegt. Diese liegt beim Ortsteil Brahlstorfer Hütte auf dem Gemeindegebiet von Cambs. Östlich der Senke steigt das Gelände steil auf beinahe 100 Meter an, nach Westen werden über 50 Meter erreicht. In südlicher Fließrichtung werden bei Brahlstorf der Schwarze und der Weiße See durchflossen. Südwestlich schließen sich der Cambser See, nachfolgend südlich der Kleine Pohlsee und bei Langen Brütz der Große Pohlsee an. Von dort an wendet sich der Flusslauf in östliche Richtung. Nordwestlich des zur Gemeinde Gneven gehörenden Ortsteils Vorbeck mündet die Motel linksseitig in die Warnow.
Der naturnahe Lauf der oberen Motel und angrenzende Wiesenflächen zwischen dem Schwarzen und dem Stettiner See bilden ein fünf Hektar großes Flächennaturdenkmal. Es bietet Lebensraum für gefährdete Tierarten, wie unter anderem den Fischotter und den Eisvogel.